# Chung Hye-kyong
Chung Hye-kyong (* 13. April 1981) ist eine ehemalige südkoreanische Leichtathletin, die sich auf den Dreisprung spezialisiert hat, aber auch im Weitsprung an den Start ging.

## Sportliche Laufbahn
Erste internationale Erfahrungen sammelte Chung Hye-kyong im Jahr 1997, als sie bei den Ostasienspielen in Busan mit einer Weite von 13,06 m den neunten Platz im Dreisprung belegte. 1999 belegte sie bei den Juniorenasienmeisterschaften in Singapur mit 12,65 m den fünften Platz und im Jahr darauf schied sie bei den Juniorenweltmeisterschaften in Santiago de Chile mit 12,72 m in der Qualifikation aus. 2003 nahm sie an der Sommer-Universiade in Daegu teil und wurde dort mit 13,01 m Zehnte. 2005 erreichte sie bei den Asienmeisterschaften in Incheon mit 13,06 m Rang neun und belegte sie bei den Asienmeisterschaften in Guangzhou mit 5,78 m den zehnten Platz im Weitsprung und brachte im Dreisprung keinen gültigen Versuch zustande. Kurz darauf siegte sie dann bei den Ostasienspielen in Hongkong mit einem Sprung auf 13,56 m. 2010 nahm sie erstmals an den Asienspielen in Guangzhou teil und belegte dort mit 13,25 m den siebten Platz im Dreisprung. Im Jahr darauf wurde sie bei den Asienmeisterschaften in Kōbe mit 13,52 m Achte und schied anschließend bei den Weltmeisterschaften in Daegu mit 13,50 m in der Qualifikation aus. 2015 beendete sie in Mungyeong ihre aktive sportliche Karriere im Alter von 34 Jahren.
In den Jahren von 2002 bis 2005 sowie von 2007 bis 2009 wurde Chung südkoreanische Meisterin im Dreisprung sowie 2004 auch im Weitsprung.

## Persönliche Bestleistungen
- Weitsprung: 6,17 m (−1,4 m/s), 9. Oktober 2010 in Jeonju
- Dreisprung: 13,77 m (0,0 m/s), 22. Oktober 2006 in Kimchun
  - Dreisprung (Halle): 12,70 m, 18. Februar 2004 in Tianjin (südkoreanischer Rekord)